# Cascades Eastatoe
Les cascades Eastatoe són unes cascades situades a l'oest de Carolina del Nord (Estats Units d'Amèrica), situada a propietat privada a prop de Rosman.

## Shoal Creek
El Shoal Creek (rierol Shoal) flueix pel Bosc Nacional de Pisgah, entre la muntanya Nancy i la muntanya Burnt, a prop del congost Eastatoe. El rierol descendeix més de 60 metres al llarg de 400 metres i culmina amb unes sèries de cascades de 18 metres sobre la roca de granit a les cascades Eastatoe. El rierol continua després de les cascades per unir-se a altres afluents per formar el riu Middle Fork Frech Broad.

## Etimologia
«Eastatoe» és la paraula cherokee local que significa aratinga de Carolina (Conuropsis carolinensis), i era el nom d'una tribu cherokee local. La propietat de les cascades ha canviat al llarg dels anys, igual que el nom. Les cascades s'han anomenat Will Hines Falls, Shoal Creek Falls i Rosman Falls.

## Visita de les cascades
Les cascades es troben dins d'una propietat privada, però els seus propietaris permeten l'accés. A prop es troben les cascades Courthouse.